# 碧南市立西端小学校
碧南市立西端小学校（へきなんしりつ にしばたしょうがっこう）は、愛知県碧南市上町にある公立小学校。

## 校区
- 校区は油渕町、荒居町、井口町、大久手町、大坪町、奥沢町、長田町、上町、神田町、雁道町、北町、湖西町、坂口町、三度山町、島池町、清水町、白沢町、白砂町、洲先町、宝町、竹原町、立山町、鳥追町、半崎町、平山町、広見町、吹上町、札木町、古川町、松原町、桃山町、屋敷町、若水町、用久町であり、公立中学校に進む場合は碧南市立西端中学校に進学する[1]。
- 旧・碧海郡明治村の小学校であった。明治村は昭和の大合併で分割され、安城市、碧南市、西尾市に編入されたが、西端小学校は碧南市に編入された地域（明治村大字西端）が校区であった。

## 沿革
- 1872年（明治5年）11月2日 - 碧海郡西端村に郷学校として西端郷学校が開校。
- 1873年（明治6年）
  - 3月1日 - 西端義校に改称する。応仁寺[注釈 1]を仮校舎とする。後に応仁寺の隣接地に校舎を新築する。
  - 9月1日 - 第7中学区第50番小学西端学校に改称する。
- 1880年（明治13年）1月1日 - 第7中学区第51番小学西端学校に改称する。
- 1882年（明治15年）11月1日 - 公立第51・52番小学西端学校に改称する。
- 1886年（明治19年）8月1日 - 碧海郡高取村に高取分教場を設置する。
- 1887年（明治20年）4月1日 - 尋常小学西端学校に改称する。
- 1890年（明治23年）3月3日 - 西端尋常小学校に改称する。
- 1892年（明治25年）9月26日 - 高取分教場が碧海郡尋常小学高取学校として独立する。
- 1901年（明治34年）5月2日 - 高等科を設置し、西端尋常高等小学校に改称する。
- 1906年（明治39年）
  - 5月1日 - 米津村、西端村、東端村、根崎村、城ヶ入村、和泉村、榎前村の一部が合併し、淵辺村が発足。
  - 5月7日 - 淵辺村が明治村に改称する。
- 1907年（明治40年）1月1日 - 明治第三尋常高等小学校に改称する。
- 1910年（明治43年）4月1日 - 高等科を廃止し、明治第二尋常小学校に改称する。
- 1917年（大正6年）12月5日 - 農業補習学校を併設する。
- 1941年（昭和16年）4月1日 - 碧海郡明治村第二国民学校に改称する。
- 1947年（昭和22年）4月1日 - 碧海郡明治村立第二小学校に改称する。
- 1948年（昭和23年）10月1日 - 碧海郡明治村立西端小学校に改称する。
- 1955年（昭和30年）4月1日 - 明治村が分割され、明治村大字西端は碧南市に編入される。同時に碧南市立西端小学校に改称する。進学先の明治村立明治中学校は安城市に移った（現・安城市立明祥中学校）ため、西端小学校の進学先は碧南市立新川中学校に変更される。
- 1965年（昭和40年）8月15日 - 現在地に校舎を新築し、移転する。
- 1967年（昭和42年）7月10日 - プールが完成する。
- 1973年（昭和48年）
  - 2月28日 - 体育館が完成する。
  - 3月9日 - 開校百年祭記念式典を行う。
- 1979年（昭和54年）3月28日 - 新校舎（現・北舎）が完成する。
- 1981年（昭和56年）4月 - 碧南市立西端中学校が開校し、進学先が西端中学校となる。
- 1986年（昭和61年）8月12日 - 新プールが完成する。
- 2002年（平成14年）10月30日 - 開校130周年記念式典を行う。
- 2005年（平成17年）1月 - 老朽化（耐震性不足）のため、本館（1965年建築）を取り壊す。
- 2006年（平成18年）3月27日 - 本館を新築する。

## 交通アクセス
- くるくるバスみどりコース・あおコース「西端小学校」バス停より徒歩約3分。
- 名鉄三河線北新川駅下車、徒歩約30分。

## 周辺施設
- 愛知県立碧南工科高等学校
- 愛知県立高浜高等学校
- 碧南市立西端中学校
- 高浜市立南中学校
- 安城市立明祥中学校
- 高浜市立高取小学校
- 安城市立明和小学校
- 西端幼稚園
- 愛三工業安城工場
- 油ヶ淵
- 油ヶ淵水辺公園